# Brances Muñoz Mosquera
Brances Alexander Muñoz Mosquera (Medellín, Antioquia, 31 de marzo de 1959 - Medellín, Antioquia, 28 de octubre de 1992), conocido también por el alias de "Tyson" (por su parecido con el boxeador estadounidense Mike Tyson), fue un sicario, narcotraficante, terrorista colombiano.
Lugarteniente al servicio del capo Pablo Escobar, siendo uno de los hombres de confianza de él, se le adjudica estar involucrado en hechos como el atentado al edificio del DAS, el atentado al diario el Espectador, y en otros donde fue el autor principal: en el atentado al diario Vanguardia Liberal, en la masacre de la hacienda Los Cocos, el asesinato de Carlos Mauro Hoyos, el Atentado al avión de Avianca entre otros hechos de violencia.

## Biografía
Brances nació en una extensa y típica familia antioqueña, familia de 15 hermanos, en las que se incluye otro sicario llamado Dandenys Muñoz Mosquera, alias la Quica, era también una familia clase media baja y religiosa, donde el padre era policía y su madre era voluntaria de trabajo social en la cárcel de Bellavista. Tyson junto con su padre y el resto de su familia, compartió momentos donde se dedicó a predicar la palabra del señor, hasta que luego con el mismo fervor que se entregó a la iglesia, decidió entregarse a ser un bandido y pistolero, convirtiéndose desde que era menor de edad en un ladrón de poca monta y luego en sicario, introduciéndose junto a su hermano Dandenys en el crimen.

### Trayecto criminal
Brances entró al Cartel de Medellín, luego de haber empezado siendo trabajador de Fabian Tamayo, alias Chiruza, que era el que controlaba el barrio Guayabal y también era la mano derecha de John Jairo Arias Tascón, alias Pinina, un miembro importante del Cartel de Medellín. Brances, cuando empezó a trabajar con Chiruza ascendió de rango rápidamente, volviéndose luego de varios años del inicio de su trayecto criminal, en el jefe de las bandas de los barrios Robledo y Castilla, cosa que lo hizo conocido como un hombre peligroso y un sicario u asesino de los más letales.
Tras entrar a la organización y volverse progresivamente en uno de los más importantes del ala militar, pues, luego de haber sido entrenado por personas como el mercenario Yair Klein o el terrorista de la ETA Miguelito, aprendió técnicas de suma importancia para la historia del cartel, aprendería a fabricar carros bomba, explosivos, uso de varias armas, técnicas de asesinatos y demás.
Brances también, junto a Luis Carlos Aguilar Gallego, alias El Mugre, Carlos Mario Alzate Urquijo, alias El Arete y aun más sicarios importantes del cartel, fue partícipe en la ola de asesinatos contra policías, donde recibían una recompensa de hasta dos millones de pesos por policía muerto. También era uno de los hombres encargados de muchos de los atentados que trataban de acabar con la vida de sus enemigos del cartel de Cali, como Pacho Herrera o José Santacruz Londoño.
Luego de la baja en 1990 de Pinina, jefe del ala militar del cartel, quedó siendo jefe de este ala junto a Mario Alberto Castaño Molina, alias El Chopo, John Jairo Velásquez Vásquez, alias Popeye, Johnny Rivera Acosta, alias El Palomo y los hermanos Prisco.

### Fuga de prisión
En agosto de 1988, Brances fue capturado junto a su hermano "La Quica", condenados ambos a cumplir largas condenas de prisión, recibiendo Tyson una condena de 28 años tras acusaciones de un asesinato en Medellín.
Pablo Escobar al enterarse de que los Muñoz Mosquera estaban detenidos en la cárcel Bellavista de Bello, Antioquía, ordenó a John Jairo Arias Tascón, alias Pinina y a Mario Alberto Castaño Molina, alias El Chopo, organizar un operativo mediante helicóptero con colores de la policía, para rescatar a los hermanos Muñoz Mosquera, en el cual empezó a disparar contra varios prisioneros, mientras Brancés y Dandenys se subían al helicóptero para escapar hasta una caleta llamada "La Pesebrera" propiedad de Pablo Escobar.

## Muerte
Luego de haberse convertido en hombre importante del cartel y haber sido uno de los líderes de las dos oleadas terroristas del cartel, era por obvias razones un hombre buscado en todo Colombia por la policía, teniendo ya varias órdenes de captura por asesinato, terrorismo, uso y tenencia de armas ilegales, entre otros.
El 28 de octubre de 1992, meses después de la fuga de Escobar de la cárcel La Catedral, la policía dio con el paradero de Tyson, luego de que fuera rastreado gracias a una llamada telefónica, estando este a la espera de poder perpetrar un atentado terrorista luego de que Sergio Alfonso Ramírez Muñoz, alias "El Pájaro", fuera capturado, hombre con quien iba a perpetrar el atentado. Poco tiempo después de haber sido rastreado, Tyson se encontraba en una casa de dos pisos con una fachada blanca ubicada en un barrio de clase media alta en Medellín, cuando el cuerpo del bloque de búsqueda élite de la policía fue al inmueble, la policía puso dos explosivos en la puerta blindada en la casa y entraron. Brances al momento donde fue irrumpida su casa, estaba en compañía de dos mujeres que se presumía eran amantes de él, donde Brances al escuchar la explosión trato de huir, disparando con un subfusil MP5 dos ráfagas desde la ventana de su habitación, para luego así correr hacia la parte trasera de la casa, con el plan de huir por el patio de un vecino.
Lo que Brances no sabía era que también habían policías afuera de la casa a la espera de alguna huida, cuando los vio disparó otra ráfaga con su subfusil MP5, que fue respondida con disparos de uniformados policiales, al recibir estos tiros finalmente cayó muerto en el patio de su casa.